# Schejk Zayed-moskén
Schejk Zayed-moskén (arabiska: جامع الشيخ زايد الكبير) är en moské belägen i Abu Dhabi, huvudstaden i Förenade arabemiraten som stod klar år 2007. Den är landets största moské, och har plats för mer än 40 000 personer, varav 7 000 i den största bönesalen. Moskén har fyra minareter med en höjd på 107 meter vardera och 82 kupolvalv i sju olika storlekar, varav det högsta når en höjd på 85 meter över marken samt 1 000 pelare.

## Byggnation
Moskén byggdes för att hedra den första ledaren av Förenade arabemiraten, Sheikh Zayed bin Sultan Al Nahayan och tog inte mindre än 11 år att slutföra. Den kostade totalt  545 miljoner dollar att bygga. Arkitekten för bygget var den syriske Yousef Abdelky, som hämtade inspiration från den persiska arkitekturen. Totalt arbetade mer än 3 000 personer och 38 olika företag med projektet. 

## Utseende
Sheikh Zayed bin Sultan Al Nahayans grav finns bredvid moskén. I byggnadens bönehall finns världens största handknutna matta som tog 8 månader att designa, 12 månader att knyta och 2 månader att transportera, trimma samt väva samman. Byggnadskomplexet är cirka  429 meter långt och 290 meter brett och täcker ett område på på 12 hektar, vilket gör det till världens tredje största moské.